# قطعنامه ۱۷۳۵ شورای امنیت
قطعنامه  ۱۷۳۵ شورای امنیت سازمان ملل متحد که در تاریخ ۲۲ دسامبر ۲۰۰۶ تصویب شد، سندی بین‌المللی دربارهٔ تهدید صلح و امنیت بین‌المللی ناشی از اقدامات تروریستی است. این قطعنامه طی نشست ۵۶۰۹ام با ۱۵ رای موافق، ۰ مخالف و ۰ ممتنع تصویب شد.